# Паруцци, Габриэлла
Габриэ́лла Пару́цци (итал. Gabriella Paruzzi; род. 21 июня 1969, Удине) — итальянская лыжница, олимпийская чемпионка 2002 года в гонке на 30 км и 4-кратный бронзовый призёр Олимпийских игр в эстафете 4×5 км (1992, 1994, 1998 и 2006). Обладательница Кубка мира 2003/04 в общем зачёте. Командор ордена «За заслуги перед Итальянской Республикой» (2002).
Пятикратный призёр чемпионатов мира в эстафете (серебро — 1991, 1993, 1999, бронза — 2001, 2005).
На Олимпийских играх 2002 года на дистанции 30 км с раздельным стартом изначально победила россиянка Лариса Лазутина, опередившая Паруцци почти на две минуты. Но в июне 2003 года Лазутина была дисквалифицирована за применение дарбепоэтина (аналога эритропоэтина), и золото перешло к Паруцци, которая была быстрее Стефании Бельмондо на 4,5 сек. Эта медаль стала для Паруцци единственной на Олимпийских играх и чемпионатах мира в личных гонках. На этапе Кубке мира Габриэла впервые победила в марте 2003 года.
Завершила карьеру в 2006 году после Олимпийских игр в Турине.
В честь Габриэллы Паруцци назван лыжный стадион в Тарвизио.